# Handbuch der Binnenfischerei Mitteleuropas
Das Handbuch der Binnenfischerei Mitteleuropas ist ein abgeschlossenes deutschsprachiges Sammelwerk in offiziell sechs und tatsächlich zehn Bänden, das von 1924 bis 1964 erschien. Es sollte „ein Gesamtbild der derzeitigen Kenntnis der Binnenfischerei und ihrer Grundlagen nach Theorie und Praxis“ ergeben.

## Inhalt
Das Handbuch ist fächerübergreifend angelegt. An hydrographische und hydrobiologische Darstellungen schließen sich Beiträge über die für die Fischerei bedeutenden pflanzlichen und tierischen Wasserbewohner „nach Nutzen und Schaden“ an. Der geografische Schwerpunkt liegt bei den Gewässern vom Rhein bis zur Weichsel und von der Donau bis zur Nord- und Ostsee. Die Süßwasserfische werden „erschöpfend“ behandelt, um „Fischer und Forscher“ mit Körperbau und Lebensweise bekannt zu machen. Fischkrankheiten, Fischereigeschichte und -wirtschaft in Flüssen und Teichen, Wasserbau und Gewässerpflege, Fischereigesetze und -organisationen sind ebenfalls berücksichtigt. Es sei „bisher in keinem Lande der Versuch gemacht worden, in gleich umfassender und intensiver Wiese die gesamte Binnenfischerei in wissenschaftlicher und wirtschaftlicher Bedeutung erschöpfend darzustellen“, schrieben die Herausgeber zum Erscheinen des ersten Bandes.

## Herausgeber
Begründet und herausgegeben wurde das Handbuch von Reinhard Demoll (1882–1960) und Hermann Nikolaus Maier (1877 bis 1941). Hans Helmuth Wundsch (1887–1972) setzte es bis 1964 fort. Der Verlag bezeichnete es auf dem Buchumschlag von Band 1 als „Demoll-Maier“. Nach dem Tod der beiden Gründer – die letzten noch von Demoll betreuten Lieferungen erschienen 1957 – und der Übernahme des Projektes durch Wundsch nannte der Verlag das Werk „Demoll-Maier-Wundsch“.

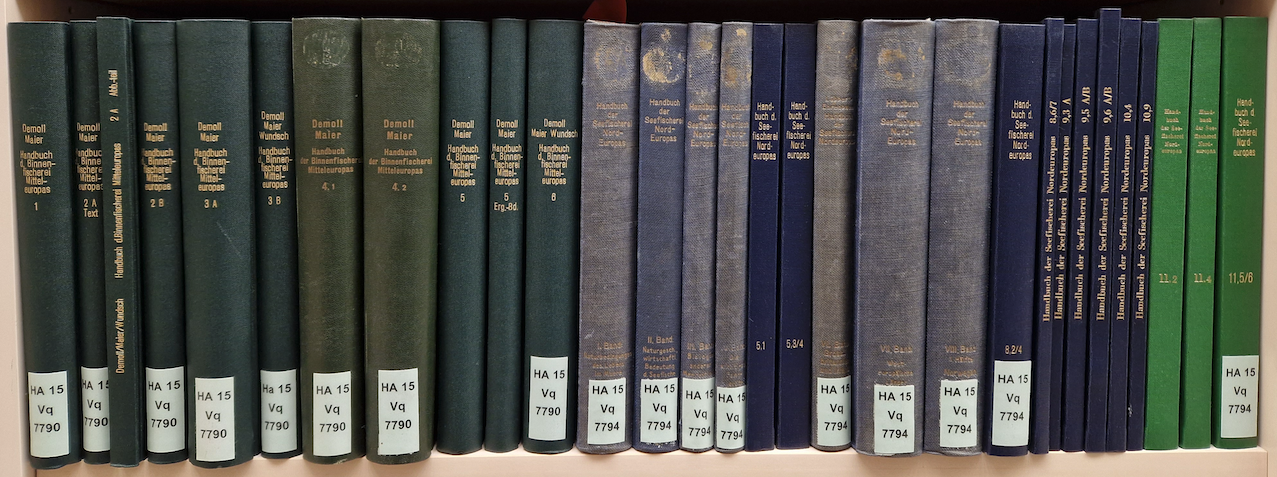
Handbücher der Binnenfischerei Mitteleuropas (links, dunkelgrün) und der Seefischerei Nordeuropas (rechts, blau und hellgrün), Handexemplare der Staatsbibliothek Berlin

## Erscheinen
Das Handbuch erschien als Großoktav-Ausgabe in der E. Schweizerbart’schen Verlagsbuchhandlung in Stuttgart. Es besteht offiziell aus sechs Bänden. Durch Teilungen und Ergänzungen ergibt sich ein Umfang von 10 Bänden aus 34 Lieferungen. Sie enthalten rund 50 Beiträge von 36 Fachleuten, davon mit Marianne Plehn und Erna Mohr zwei Frauen. Mehrere Beiträge haben monografischen Umfang. Die meisten Hefte sind bis heute vom Verlag lieferbar.
Ein verwandtes Nachschlagewerk ist das Handbuch der Seefischerei Nordeuropas, das von 1928 bis 1967 ebenfalls bei E. Schweizerbart erschien.

## Liste der Beiträge
Angaben über den Umfang der Vorworte und die Zahl von Abbildungen, Tafeln, Tabellen und Beilagen sind nicht aufgeführt. Bei der Überprüfung der Seitenzahlen per Autopsie ergab sich, dass sich die Paginierung von Lieferungen manchmal geringfügig überschneidet und die Inhaltsverzeichnisse regelmäßig nicht mitpaginiert wurden.
Die Abkürzungen in der Tabelle, soweit nicht selbsterklärend, bedeuten: 

Beitr.üb. Übersicht der Beiträge, ohne deren Inhaltsverzeichnis, Direktlink 

Inh. Inhaltsverzeichnis, Direktlink 

Lfg. Lieferung, Nummerierung nach Verlagsangabe 

Rz. Rezension, Link zum Beleg 

| Band, Teilband | Lfg. | Verfasser            | Titel | Seiten     | Jahr | online    |
| -------------- | ---- | -------------------- | --- | ---------- | ---- | --------- |
| 01             |      |                      | Das Wasser und seine Bewohner (ausgenommen die Fische). Praktikum der Fischkrankheiten                                                            | 479 S.     | 1924 | Inh.üb.   |
|                | 01   | August Thienemann    | Die Gewässer Mitteleuropas. Eine hydrobiologische Charakteristik ihrer Haupttypen                                                                 | S. 1–84    | 1924 |           |
|                | 01   | Wilhelm Nienburg     | Die Mikroflora des Süßwassers und ihre Bedeutung für den Haushalt der Gewässer                                                                    | S. 85–104  | 1924 |           |
|                | 01   | August Walter        | Die höheren Wasser-, Sumpf- und Uferpflanzen | S. 105–144 | 1924 |           |
|                | 02   | Alfred Willer        | Die Nahrungstiere der Fische | S. 145–228 | 1924 |           |
|                | 02   | Oskar Haempel        | Die Fischfeinde aus der höheren und niederen Tierwelt                                                                                             | S. 229–300 | 1924 |           |
|                | 03   | Marianne Plehn       | Praktikum der Fischkrankheiten | S. 301–479 | 1924 |           |
| 02 A           |      | Wilhelm Harder       | Anatomie der Fische, Text-, Abbildungsteil | 308, 96 S. | 1964 | Inh. Rz.  |
| 02 B           |      | Wilhelm Wunder       | Physiologie der Süßwasserfische Mitteleuropas | 340 S.     | 1936 | Inh.      |
| 03 A           |      |                      | Systematik und Biologie | 551 S.     | 1941 |           |
|                | 1    | August Thienemann    | Die Süßwasserfische Deutschlands. Eine tiergeografische Skizze                                                                                    | S. 1–32    | 1926 | Inh.      |
|                | 2    | Otto Gaschott        | Einführung in die Systematik der Süßwasserfische Mitteleuropas                                                                                    | S. 33–52   | 1928 |           |
|                | 2    | Otto Gaschott        | Die Stachelflosser (Acanthopterygii) | S. 53–100  | 1928 |           |
|                | 3    | Ludwig Scheuring     | Die Weichflosser (Anacanthini) | S. 101–110 | 1928 |           |
|                | 3    | Ernst Ehrenbaum      | Die Plattfische (Heterosomata) | S. 111–130 | 1928 |           |
|                | 3    | Otto Gaschott        | Die Stichlinge (Gasterosteidae) | S. 131–142 | 1928 |           |
|                | 3    | Ludwig Scheuring     | Die Welse (Silurus granis und Amiurus nebulosus)                                                                                                  | S. 143–158 | 1928 |           |
|                | 4    | Ernst Ehrenbaum      | Der Flußaal (Anguilla vulgaris Turt.) | S. 159–218 | 1930 | Inh.      |
|                | 5    | Eugen Neresheimer    | Die Lachsartigen (Salmonidae), I. Teil | S. 219–370 | 1937 | Inh.      |
|                | 6    | Eugen Neresheimer    | Die Lachsartigen (Salmonidae), II. Teil, Coregonen                                                                                                | S. 371–502 | 1941 | Inh.      |
|                | 7    | Erna Mohr            | Stint (Osmerus artedi) | S. 504–526 | 1941 | Inh.      |
|                | 7    | Erna Mohr            | Maifische (Clupeiden) | S. 528–551 | 1941 | Inh.      |
| 03 B           |      |                      | Systematik und Biologie | 352 S.     | 1962 |           |
|                | 8    | Otto Heuschmann      | Die Hechtartigen, Ordnung Haplomi (Esociformes)                                                                                                   | S. 1–22    | 1957 |           |
|                | 8    | Otto Heuschmann      | Die Weißfische (Cyprinidae) | S. 23–199  | 1957 | Inh.      |
|                | 9    | Günther Sterba       | Die Schmerlenartigen (Cobitidae) | S. 201–234 | 1957 | Inh.      |
|                | 9    | Erna Mohr            | Ganoidei (Störe) | S. 235–261 | 1957 |           |
|                | 10   | Günther Sterba       | Die Neunaugen (Petromyzontidae) | S. 263–352 | 1962 | Inh., Rz. |
| 04             |      |                      | Fischereiwirtschaft: Geschichte der Binnenfischerei, Teichwirtschaft und künstliche Fischzucht                                                    | 922 S.     | 1945 |           |
|                | 01   | Wilhelm Koch         | Die Geschichte der Binnenfischerei von Mitteleuropa                                                                                               | S. 1–52    | 1925 |           |
|                | 01   | Reinhard Demoll      | Teichdüngung | S. 53–160  | 1925 | Inh.      |
|                | 02   | Alfred L. Buschkiel  | Salmonidenzucht in Mitteleuropa | S. 155–348 | 1931 |           |
|                | 03   | Heinrich Mehring     | Karpfenzucht | S. 349–406 | 1934 | Inh.      |
|                | 04   | Eugen Probst         | Teichwirtschaft und Geflügelzucht in ihren Wechselbeziehungen                                                                                     | S. 407–482 | 1934 | Inh.      |
|                | 05   | Emil Walter          | Grundlagen der allgemeinen fischereilichen Produktionslehre einschließlich ihrer Anwendung auf die Fütterung                                      | S. 483–662 | 1934 | Inh. Rz.  |
|                | 06   | Otto Heuschmann      | Die Schleienzucht | S. 664–722 | 1939 | Inh.      |
|                | 06   | Emil Unger           | Die Zucht des Zanders in Teichwirtschaften und in freien Gewässern, mit Anhang: Die Welszucht in Teichwirtschaften. Der Sterlet in Karpfenteichen | S. 723–748 | 1939 |           |
|                | 07   | Otto Heuschmann      | Die Hechtzucht | S. 750–787 | 1940 |           |
|                | 07   | Emil Unger           | Der medizinische Blutegel und seine Bedeutung in der Wasserwirtschaft                                                                             | S. 790–811 | 1940 |           |
|                | 08   | Conrad Lehmann       | Fischereiliche Futtermittelkunde, Teil 1 | S. 815–922 | 1945 |           |
| 05             |      |                      | Die Fischerei in den Fliessen, Seen und Strandgewässern                                                                                           | 511 S.     | 1926 |           |
|                | 1–2  | Arthur Seligo        | Die Fischerei in den Fliessen, Seen und Strandgewässern Mitteleuropas                                                                             | S. 1–422   | 1925 | Inh.      |
|                | 3    | Kurt Smolian         | Der Flußkrebs, seine Verwandten und die Krebsgewässer                                                                                             | S. 423–524 | 1926 | Inh.      |
|                | 3    | Eugen Korschelt      | Perlen und Perlmuscheln | S. 525–551 | 1926 |           |
| 05 EB          |      |                      | Ergänzungsband | 233 S.     | 1956 |           |
|                | 1    | Andres von Brandt    | Netzkonservierung im Fischereibetrieb | S. 1–100   | 1941 |           |
|                | 2    | Werner Schnakenbeck  | Die Wollhandkrabbe | S. 102–140 | 1942 | Inh.      |
|                | 3    | Hans Werner Denzer   | Die Elektrofischerei | S. 139–233 | 1956 | Inh.      |
| 06             |      |                      | Fischereischutz, Fischverwertung, Fischereirecht und -organisation                                                                                | 510 S.     | 1962 |           |
|                | 1    | Eugen Frischholz     | Anlage und Betrieb von Fischpässen | S. 1–139   | 1924 | Inh.      |
|                | 2    | Hans Helmuth Wundsch | Die Reinhaltung unserer Fischgewässer | S. 140–222 | 1926 | Inh.      |
|                | 2    | Reinhard Demoll      | Die Reinigung von Abwässern in Fischteichen | S. 223–262 | 1926 | Inh.      |
|                | 3    | Franz Graf           | Abwasserbeseitigung und Gewässerverunreinigung | S. 263–287 | 1928 | Inh.      |
|                | 3    | Paul Steinmann       | Toxikologie der Fische | S. 288–342 | 1928 |           |
|                | 4    | Ernst Röhler         | Die Erhaltung und Pflege der Fischgewässer | S. 343–416 | 1937 | Rz.       |
|                | 5    | Friedrich Schiemenz  | Das Fischereirecht in Mitteleuropa | S. 417–510 | 1962 | Inh.      |